# Henning Göde
Henning Göde (Werben, 1450 circa – Wittenberg, 21 gennaio 1521) è stato un giurista tedesco, ecclesiastico e consigliere dell'Elettore di Sassonia. Famoso professore di diritto della fase di fondazione dell'Università di Wittenberg, si dice che i contemporanei lo chiamassero monarcha iuris (re del diritto).

## Vita

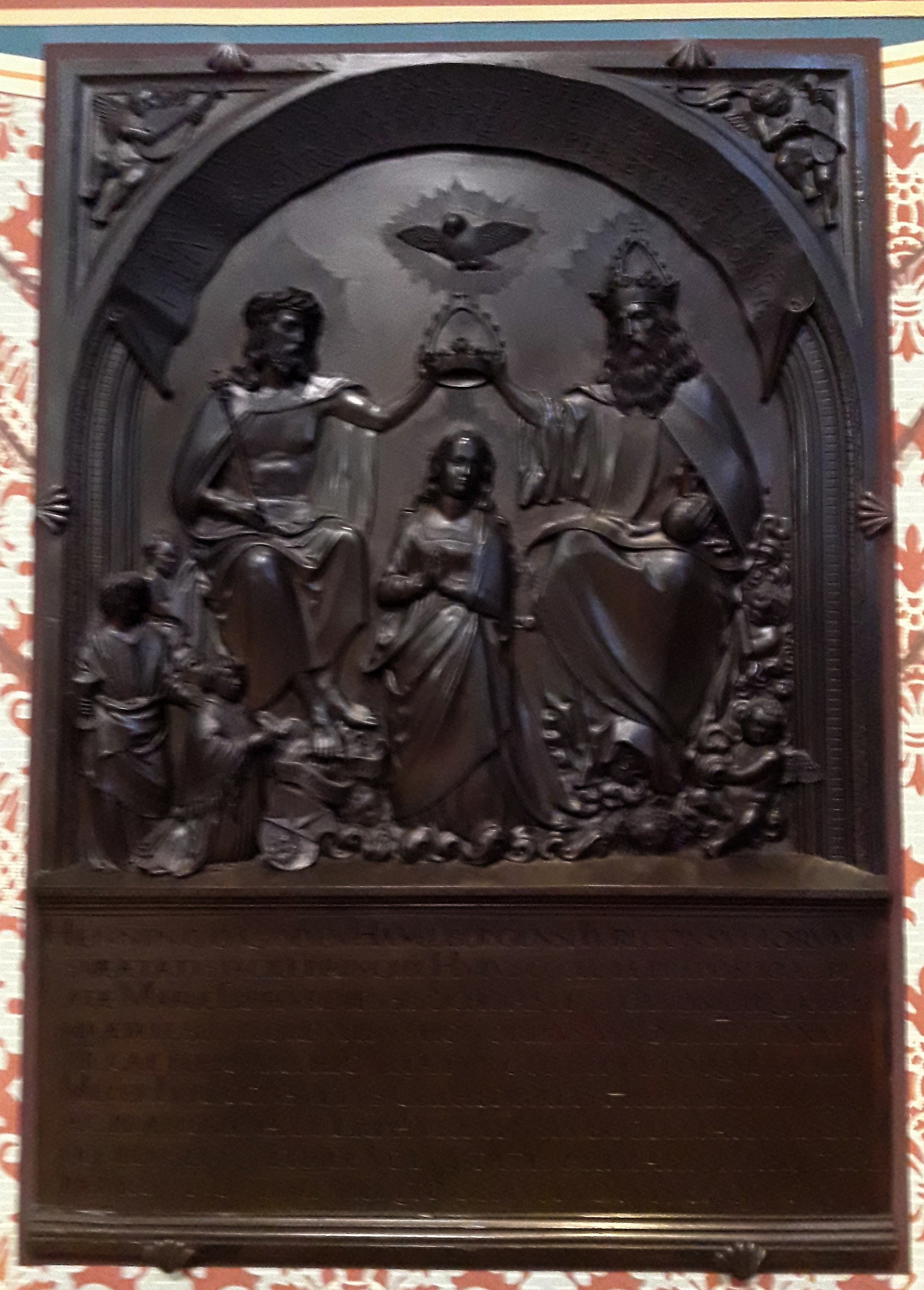
Epitaffio Gödes, attribuito a Peter Vischer il Vecchio

Si iscrisse all'Università di Erfurt nel semestre estivo del 1464. Ottenne il baccalaureato nelle arti liberali nel 1466 e il titolo di magister artium nel 1474. Nel 1478 fu inviato dalla città di Erfurt a Roma per ottenere il permesso di trasferire il convento di suore di St. Cyriaxberg e costruire al suo posto un castello, la Cittadella di Cyriaksburg. Nel 1486 ottenne la Licentia gradum sumendi e da allora tenne lezioni all'università. Il 26 ottobre 1489 divenne dottore in utroque iure (diritto civile e diritto canonico) e fu accettato come membro della facoltà di giurisprudenza.
Come avvocato fu consulente dei consigli comunali di varie città, soprattutto nel nord della Germania. Eccellente oratore, fu al servizio di varie case principesche, che rappresentò alle diete, nei parlamenti statali e ai negoziati di pace. Fu anche membro retribuito del consiglio comunale di Erfurt. Il prestigio e l'influenza in tal modo acquisiti gli consentirono di essere eletto rettore dell'Università di Erfurt nel semestre invernale del 1486 e del 1489. Quando divenne decano della facoltà di giurisprudenza, ricevette l'incarico di canonico della chiesa collegiata della Beata Vergine Maria.
Non pregiudizialmente ostile alle nuove idee, ammoniva gli studenti dagli eccessi della Scolastica e si mostrava aperto agli apporti dell'umanesimo allora emergente. I suoi scritti giuridici si caratterizzano per chiarezza e brevità, ed esprimono il senso del reale di Göde e la sua grande disposizione per la pratica legale, sebbene dal punto di vista scientifico non si elevino al di sopra degli standard medi dell'epoca.
Nel 1509 a Erfurt scoppiò una rivolta della popolazione (nota come "il grande anno di Erfurt") contro il consiglio comunale, che aveva dilapidato le finanze del comune e aumentato le tasse sugli artigiani e sui ceti popolari. Göde, che in quanto consigliere comunale era in stretto contatto con il comune, il 13 luglio di quell'anno dovette fuggire dalla città per motivi di sicurezza. Si recò allora a Gotha per mettersi a disposizione dei Wettin come consigliere principesco. Nell'estate del 1510 gli fu offerta da Federico il Saggio la cattedra di preside della facoltà di giurisprudenza di Wittenberg, città di residenza dell'elettore sassone. L'8 ottobre accettò l'offerta e divenne perciò anche prevosto della Chiesa del castello di Wittenberg, dove tenne delle lezioni sul titolo dei Decretali de constitutionibus.
Dopo la fuga da Erfurt, la reputazione di Göde a Wittenberg sembrò aumentare anziché diminuire. Il futuro cancelliere sassone Gregor Brück e altri lodarono le sue attività di insegnamento. In qualità di consigliere nel 1519-1520 accompagnò l'elettore di Sassonia all'elezione di Carlo V a Imperatore. Le trattative diplomatiche, le procedure elettorali e infine l'incoronazione di Carlo V impegnarono molti mesi, e avendo probabilmente Göde riferito di queste vicende ai suoi uditori a Wittenberg, è sorta la leggenda che egli sia stato il primo a tenere lezioni di "diritto costituzionale" in Germania.
Göde non capiva la teologia della Riforma, che stava emergendo attraverso Martin Lutero, e dubitava della sua serietà; nei confronti della Curia romana sosteneva di avere un atteggiamento indipendente e neutrale. Seppe però mantenere il sangue freddo ai tempi della bolla pontificia Exsurge Domine del 15 giugno 1520, in risposta alle 95 tesi di Lutero, sostenendo che la bolla non avrebbe potuto fare molti danni all'Università di Wittenberg a causa della sua natura informale e irrituale. Perciò si è a volte voluto vedere in Göde il vero giurista della Riforma, sebbene egli non abbia mai abbandonato la confessione cattolica e Lutero non lo avesse in stima (Göde, diceva Lutero, "non sapeva molto di Dio")
Nel 1516 ci fu una riconciliazione con il consiglio di Erfurt e Göde rientrò in città, ma tornò immediatamente a Wittenberg e vi morì celibe e senza figli. Era ricco, possedeva un patrimonio di 15.000 fiorini e una casa a Erfurt, che furono ereditati dall'Università di Wittenberg e destinati a borse di studio. Trovò la sua ultima dimora nella chiesa del castello di Wittenberg, dove si trova una targa in bronzo sulla tomba, fusa da Peter Vischer a Norimberga. Una targa identica può essere vista nela cattedrale di Erfurt, dove Göde era canonico.

## Opere
- Ordinis judiciarii processus, ed. di Johann Braun, Wittenberg 1538.
- Consilia, a cura di Melchior Kling, Wittenberg 1544.